# 安坑刑場
安坑刑場是臺灣白色恐怖時期一處槍決政治犯的處所，範圍位於今新北市新店區安坑地區的新店第三公墓墓區內。安坑刑場自1954年啟用以取代馬場町刑場，並持續沿用至1980年代為止。

## 歷史
1950年代臺灣白色恐怖時期，國民黨政府逮捕大量的「政治犯」，已遠超過監所、押房所能負荷的容納人數，為疏散遭逮捕的大量政治犯，除於各地廣設看守所分所和軍人監獄外，若經過軍事法庭審理判決死刑確定者，隨即會被帶往刑場處刑。臺灣白色恐怖時期早期主要是以新店溪沿岸作為刑場，如馬場町、與馬場町同岸臨新店溪的水源路一帶，甚至越過川端橋（今中正橋）南端臨永和的新店溪邊等地均設有刑場。1952年國防部於新店的軍人監獄完工後，隨即在一旁的安坑建置刑場，約於1954年開始啟用之後，安坑刑場即取代馬場町刑場成為政治犯槍決的主要刑場。
根據官方檔案記載，在安坑刑場槍決的政治犯包括臺灣原住民菁英的高一生（族名吾雍・雅達烏猶卡那）、林瑞昌（族名樂信·瓦旦）、湯守仁、林日高等，綠島再叛亂案的宋盛淼、吳聲達等人；泰源事件的江炳興、鄭金河、詹天增、陳良、謝東榮；以及不同政治主張推動台灣獨立運動的陳智雄、宋景松以及鄭評等人。
執行槍決的部隊，已非馬場町、水源路時期作為主力的憲兵第四團及第八團，而是臺北憲兵隊和憲兵第201、202、203團。
安坑刑場槍決政治犯人數僅次於馬場町，係臺灣白色恐怖時期的第二大刑場，至1988年左右始由司法監獄取代其功能，安坑刑場設立約長達三十多年，與設立僅四年的馬場町刑場相較，若計入非政治犯的槍決人數，或許殞命於安坑者，不會少於馬場町的斷魂人。
安坑刑場有第一刑場以及第二刑場，後來增建第二刑場。

## 槍決過程
死刑犯在確定執行的當日會被军用卡车載運至安華路岔入口，安華路因此又稱作「刑場路」。負責執行槍決的士兵即將之拉下車，拖到草叢間的空地給予最後一餐並詢問遺言，而後對準胸口連開數槍予以槍斃。執行完畢後，會對遺體進行拍照確認，以便向上級交代已確實執行。據當地耆老回憶，自上方山頭的隱蔽處可觀看行刑的全過程，多數死囚並無胃口嚥下最後一餐；而槍決後留下的彈殼則會遭當地民眾撿拾轉賣。

## 現況
安坑刑場現址為新店區第三公墓，2019年被促進轉型正義委員會列入不義遺址名錄之內。當地文史工作者正在推動與國家人權博物館合作，希望能設立相關的紀念碑。

## 外部連結
- 原安坑刑場－不義遺址資料庫 （页面存档备份，存于）